# Морьё, Рено
Рено Морьё (Renaud Morieux; род. 1974) — французский историк, профессор Кембриджа, феллоу его Пембрук-колледжа. Специалист по транснациональной истории и в особенности по Великобритании, Франции и их империям. Лауреат Philip Leverhulme Prize (2014), феллоу Королевского исторического общества.

## Биография
Изучал историю в престижной Высшей нормальной школе и университете Париж 1 Пантеон-Сорбонна, а также в Университете Лилля. Получил агреже в 1998 году. С 2011 года на факультете истории Кембриджа, являлся там феллоу колледжа Иисуса. До того с 2006 года доцент Университета Лилля. В 2019 году хабилитировался в EHESS. Член British Society for Eighteenth-Century Studies.
Его интересует социальная история войн в период между восемнадцатым и началом девятнадцатого веков. Он пересматривает клише о «второй столетней войне», которая, как предполагается, столкнула Францию и Британию в восемнадцатом веке.
В 2016 году в Cambridge University Press вышло переработанное издание его первой книги — опубликованной на французском языке в 2008 году — The Channel. England, France and the Construction of a Maritime Border in the Eighteenth Century. Книга удостоилась Leo Gershoy Award и вошла в шорт-лист Kenshur Prize и Anderson Medal (2017). Также автор книги The Society of Prisoners: Anglo-French Wars and Incarceration in the Eighteenth Century (Oxford University Press, Past & Present Series, 2019).